# Fleur Godart
Pour les articles homonymes, voir Godart.
Fleur Godart, originaire de Dordogne, née en 1986, est une auteure de bandes dessinées documentaires. Elle est également  grossiste française en vins et volailles, spécialisée dans les vins naturels.

## Biographie
Fleur Godart est grossiste en vins et volaille et également auteure d'ouvrages documentaires. 
Elle passe sa jeunesse en Dordogne dans la ferme avicole fondée par son grand-père dans les années 1950 et reprise par son père. Elle suit des études de théâtre mais à l'âge de dix sept ans, à la suite d'une rencontre, elle se tourne vers le métier du vin et passe deux ans dans le domaine du château Massereau. Elle travaille chez des cavistes, avant de partir à la rencontre des vignerons et de leurs produits, puis d'organiser des dégustations et de livrer les restaurants parisiens.
Elle collabore avec Justine Saint-Lô sur la bande dessinée Pur Jus (tome 1 et 2) qui traite de viticulture et d'œnologie en particulier sur les vins naturels. L'objectif de cet ouvrage est de communiquer les pratiques techniques entre les vignerons et auprès du public avec pédagogie,. Pendant un an, Saint-Lô et Godart rencontrent une trentaine de vignerons et vigneronnes dans plusieurs régions viticoles (Beaujolais, Bordeaux, Champagne, Loire, Languedoc-Roussillon) pour parler de leur travail : la taille, le travail des sols, les traitements, les grandes questions telles que l’équilibre de la faune et de la flore en milieu viticole.
En 2020, elle publie Accouche, un documentaire illustré par Justine Saint-Lô pour traiter de l'accouchement, des différentes alternatives et des violences obstétricales,. Elles vont appliquer la même méthode, enquête, rencontres avec de nombreuses femmes et des professionnelles de santé.
En 2025, elle joue dans le film Mika Ex Machina.
Elle a publié également dans les Cahiers européens de l'imaginaire.
Par ailleurs, elle dénonce le sexisme et les agressions sexuelles dans le milieu du vin.

## Ouvrages
- Avec Justine Saint-Lô, Pur jus, Cultivons l'avenir dans les vignes, Vanves, Marabout, 2016, 224 p. (ISBN 978-2-501-13324-1, présentation en ligne).
- Avec Justine Saint-Lô, Pur Jus vinification, Vive les vins libres !, Vanves, Marabout, 2018, 224 p. (ISBN 978-2-501-12243-6, présentation en ligne).
- Avec Justine Saint-Lô, Accouche !, Paris, Marabout, coll. « MARAbulles », 12 février 2020, 224 p. (ISBN 978-2-501-13322-7 et 978-2-501-14921-1, lire en ligne).

## Réception
Les trois bandes dessinées de Fleur Godart rencontrent un accueil critique positif de la part de la presse.
En 2016, le journal Le Monde classe Pur Jus comme un des dix ouvrages à lire pour les amoureux du vin.
En mars 2017, l'ouvrage est vendu à plus de 4 000 exemplaires.
De même, Libération écrit :

« Voici donc Pur Jus, cultivons l’avenir dans les vignes, c’est-à-dire un pur bonheur dédié au travail de la vigne signé par Justine Saint-Lô et Fleur Godart. Leur livre tient tout à la fois de la bande dessinée, du carnet de croquis, du récit de voyage, de l’enquête et du portrait. »

Son album BD Accouche suscite également des réactions favorables dans les médias, comme celles de Terrafemina qui évoque « la BD nécessaire qui ose montrer l'accouchement sans détour », du magazine FémininBio ou du site bédéphile BD Gest'.